# Thousand Oaks
Thousand Oaks é uma cidade localizada no estado americano da Califórnia, no condado de Ventura. Foi fundada em 1875 e incorporada em 7 de outubro de 1964.

## Geografia
De acordo com o United States Census Bureau, a cidade tem uma área de 142,9 km², onde 142,5 km² estão cobertos por terra e 0,4 km² por água.

## Demografia
Segundo o censo nacional de 2010, a sua população é de 126 683 habitantes e sua densidade populacional é de 888,83 hab/km². Possui 47 497 residências, que resulta em uma densidade de 333,25 residências/km².